# Obrączka okołoprzełykowa
Obrączka okołoprzełykowa – element układu nerwowego niektórych bezkręgowców (pierścienic, stawonogów, sikwiaków, szczecioszczękich i Cycloneuralia).
W układzie nerwowym pierścienic występują zwoje mózgowe nadprzełykowe i podprzełykowe, które łączą się, tworząc tak zwaną obrączkę okołoprzełykową. Od zwojów podprzełykowych odchodzą pnie nerwowe. Każdy segment jest zaopatrzony w parę zwojów umieszczonych na pniach nerwowych. Zwoje te są połączone poprzecznymi włóknami nerwowymi. Taka budowa sprawia, że układ nerwowy przypomina drabinę. Dlatego nazywany jest drabinkowym układem nerwowym.